# Santo Tomé de Zabarcos
Santo Tomé de Zabarcos – gmina w Hiszpanii, w prowincji Ávila, w Kastylii i León, o powierzchni 8,42 km². W 2011 roku gmina liczyła 113 mieszkańców.